# Жена Чайковского
«Жена Чайковского» — художественный фильм российского режиссёра Кирилла Серебренникова, в котором снялись Один Байрон, Алёна Михайлова, Юлия Ауг, рэпер Oxxxymiron. Премьера картины состоялась в мае 2022 года в рамках основной программы Каннского кинофестиваля.

## Сюжет
Действие фильма происходит в России во второй половине XIX века. Главная героиня — жена композитора Петра Чайковского, которая не может смириться с гомосексуальностью мужа и из-за этого постепенно впадает в безумие.

## В ролях
- Один Байрон — Пётр Чайковский
- Алёна Михайлова — Антонина Чайковская
- Филипп Авдеев — Модест Ильич Чайковский, Анатолий Ильич Чайковский
- Екатерина Ермишина — Лиза, сестра Антонины
- Наталья Павленкова — Ольга Никаноровна, мать Антонины
- Никита Еленев — Иосиф Котек
- Александр Горчилин — Анатолий Брандуков
- Варвара Шмыкова — Саша, сестра Чайковского
- Владимир Мишуков —  Александр Шлыков, адвокат Антонины
- Виктор Хориняк — Пётр Юргенсон
- Oxxxymiron — Николай Рубинштейн
- Андрей Бурковский — князь Владимир Мещерский
- Никита Пирожков — Алёша, слуга Чайковского
- Гурген Цатурян — Николай Львович Бочечкаров, приятель Чайковского
- Наталья Поленова — Хвостова, хозяйка салона
- Никита Лебедев — Александр, брат Антонины
- Софья Резник — Анастасия, жена Александра
- Юлия Ауг — юродивая на паперти
- Ирина Рудницкая — кухарка
- Пётр Айду — гробовщик
- Даниил Орлов — Альбрехт
- Георгий Кудренко — почтальон
- Ольга Добрина — монашка
- Алексей Фокин — шафер
- Алексей Кабешев — нотариус
- Андрей Поляков — помощник нотариуса
- Савва Савельев — посетитель ресторана
- Илья Демуцкий — посетитель ресторана
- Сергей Невский — посетитель ресторана
- Василий Зоркий — посетитель ресторана
- Дмитрий Андреев — посетитель ресторана
- Татьяна Долматовская — модистка
- Дмитрий Жук — мужчина у Хвостовой
- Артем Немов — Серж, трубач Лейб-гвардии
- Игорь Шаройко — мужчина у Бочечкарова
- Станислав Румянцев — молодой офицер
- Марина Клещёва — повитуха
- Владислав Семилетков — продавец газет
- Вадим Казаков
- Анастасия Кабацкова
- Валерий Печейкин — Булатов
- Валентина Иванова
- Алексей Палкин
- Дмитрий Макаров
- Роман Уваров
- Виктор Майклсон

## Создание и релиз
В 2013 году Кирилл Серебренников предложил экспертному совету Фонда кино проект короткометражного фильма о Петре Чайковском. Совет его не поддержал, но работа тем не менее продолжилась. Изначально планировалось выпустить картину в 2015 году, к 175-летию со дня рождения композитора, а на главную роль пригласить одну из западных звёзд. Летом 2020 года появилась информация о том, что съёмки начнутся в ближайшее время и что Чайковского сыграет Евгений Миронов, позже выяснилось, что фильм будет полнометражным и что его рабочее название — «Жена Чайковского». Сценарий написал сам Серебренников во время домашнего ареста.
В сентябре 2021 года в интернете появилась черновая версия полнометражного фильма под названием «Антонина», в которой Чайковского играет актёр «Гоголь-центра» Один Байрон, а его жену — Алёна Михайлова. Через несколько дней появился фрагмент, в котором главная героиня разговаривает с двумя мужчинами (предположительно врачами композитора).
Премьерный показ под окончательным названием, «Жена Чайковского», состоялся в мае 2022 года на Каннском кинофестивале, в рамках основной программы. Ещё до этого черновой вариант картины появился в интернете. В 2022 году фильм вышел в театральный прокат в ряде европейских стран, в июне 2023 года состоялся цифровой релиз. В российских кинотеатрах «Жену Чайковского» так и не показали.

## Оценки
На сайте-агрегаторе отзывов Rotten Tomatoes «Жена Чайковского» получила рейтинг 85 % со средней оценкой 6,6 из 10. Рецензенты с этого ресурса констатировали, что фильм «элегантно показывает одержимость убитой горем женщины своим знаменитым супругом, который борется со своей порицаемой сексуальностью». На сайте Metacritic картина получила 50 баллов из 100, что указывает на «смешанные или средние отзывы».
Кинокритик Зинаида Пронченко («Афиша Daily») оценила фильм негативно: для неё это «одна сплошная нелепая метафора русского мира». Питер Брэдшоу (The Guardian) написал хвалебную рецензию, оценив «Жену Чайковского» выше, чем предыдущий фильм Серебренникова «Петровы в гриппе» и назвав потрясающей игру Алёны Михайловой.